# Movilización general
La movilización general es un acto político por el cual solamente los hombres que son capaces de empuñar armas (generalmente jóvenes) deben incorporarse como militar o soldado del ejército en cuestión. 
Aunque las necesidades de soldados son tan antiguas como la guerra, los casos de movilizaciones generales no son excesivamente numerosos en el mundo antiguo, donde era muy raro que en una familia quedaran solas las mujeres a cargo de los hijos muy pequeños. Siempre solía permanecer algún miembro varón con cierta capacidad de controlar el hogar.
En la época medieval se produjo un fenómeno parecido a este (cuando todos los varones de una región marchaban al combate), pero en muy pocos casos, o en ninguno, era una orden dictada por el poder establecido (monarquía, señorío...).

## Problemas que genera
Una movilización general produce muchos problemas al país que la dicta y a la sociedad que la vive, porque supone el cambio de lugar y de hábitos de un considerable número de habitantes. Además implica la alteración del trabajo en fábricas, talleres, servicios públicos... Por esta razón, es una medida extrema que se toma en muy pocas ocasiones.
Vietnam del Sur la decretó cuando el país estaba a punto de perder la guerra contra Vietnam del Norte y los guerrilleros del Vietcong; también Paraguay la decretó en la Guerra de la Triple Alianza; sin embargo, no se debe caer en el error de considerarlo un acto desesperado que se realiza al final de una contienda. Nada más al empezar la Primera Guerra Mundial, el gobierno alemán decretó la movilización general cuando comenzó la ofensiva contra Francia, ante el temor de que los ejércitos del zar utilizaran ese momento de debilidad para invadir Alemania por el este.

## Consecuencias
Una consecuencia es la sustitución de los hombres por las mujeres en los trabajos que estos realizaban, demostrando con ello, el valor de la mujer en este tipo de circunstancias.
También puede producirse una muerte masiva de varones jóvenes que ponga en peligro el mantenimiento de la sociedad, como sucedió en Paraguay en la guerra antes mencionada, donde únicamente sobrevivieron 30 000 varones en edad fértil.